# Uhaku
Uhaku este o arie protejată (arie specială de conservare — SAC, sit de importanță comunitară — SCI) din Estonia întinsă pe o suprafață de 32,8 ha, integral pe uscat.

## Localizare
Centrul sitului Uhaku este situat la coordonatele 59°22′15″N 27°01′16″E / 59.3709°N 27.0211°E.

## Înființare
Situl Uhaku a fost declarat sit de importanță comunitară în ianuarie 2011 pentru a proteja un număr necunoscut de specii din flora spontană și fauna sălbatică aflate în arealul zonei. Situl a fost protejat și ca arie specială de conservare în noiembrie 2013.

## Biodiversitate
Situată în ecoregiunea boreală, aria protejată conține 3 habitate naturale: Turlough, Cursuri de apă de la nivel de câmpie la nivel montan, cu vegetație Ranunculion fluitantis și Callitricho-Batrachion, Alvar nordic și șisturi calcaroase precambriene.
La baza desemnării sitului se află un număr nedeclarat de specii protejate.